# Zyginopsis simulans
Zyginopsis simulans är en insektsart som först beskrevs av Syuti Issiki 1915.  Zyginopsis simulans ingår i släktet Zyginopsis och familjen dvärgstritar.
Artens utbredningsområde är Taiwan. Inga underarter finns listade i Catalogue of Life.